# Justin Kurzel
Justin Kurzel (ur. 3 sierpnia 1974 w Gawler) – australijski reżyser, scenarzysta i producent filmowy.

## Życiorys
Urodził się w rodzinie imigrantów; jego ojciec był pochodzenia polskiego, a matka - maltańskiego. Ukończył studia reżyserskie w Victorian College of the Arts na Uniwersytecie w Melbourne.
Jego pełnometrażowym debiutem fabularnym był Snowtown (2011), który wywołał liczne kontrowersje ze względu na brutalne sceny przemocy. Kurzel umocnił swoją pozycję jednego z ważniejszych współczesnych australijskich reżyserów dzięki kolejnym filmom, również niestroniącym od przemocy: Makbet (2015), Assassin's Creed (2016), Prawdziwa historia gangu Kelly'ego (2019), Nitram (2021) oraz The Order: Ciche braterstwo (2024).